# Englefontaine
Englefontaine é uma comuna francesa na região administrativa de Altos da França, no departamento do Norte. Estende-se por uma área de 4.62 km². Em 2010 a comuna tinha 1 316 habitantes (densidade: 284,8 hab./km²).